# Chelonus albicinctus
Chelonus albicinctus är en stekelart som beskrevs av William Harris Ashmead 1905. Chelonus albicinctus ingår i släktet Chelonus och familjen bracksteklar. Inga underarter finns listade i Catalogue of Life.